# 2020年の国際連合
2020年の国際連合 （2020ねんのこくさいれんごう）では、2020年の国際連合とその関係機関に関する出来事について記述する。

## 主要幹部職
- 国際連合事務総長
  - 第9代:  アントニオ・グテーレス （2017年1月1日 - ）
- 国際連合副事務総長
  - 第5代:  アミナ・モハメド （2017年1月1日 - ）
- 国際連合総会議長
  - 第74代:  Tijjani Muhammad-Bande （2019年9月17日 - 2020年9月15日）
  - 第75代:  Volkan Bozkır （2020年9月15日 - ）

## できごと

### 5月
- 5月28日 - イギリス政府、第26回気候変動枠組条約締約国会議の開催期間を2021年11月1日から11月12日までに延期すると発表[1]。新型コロナウイルス感染症流行の影響による[1]。

### 9月
- 9月15日 - トルコのVolkan Bozkır、第75代国際連合総会議長に就任。